# Championnat du Mali féminin de football
Le championnat du Mali féminin de football ou Ligue 1 féminine est une compétition malienne de football féminin. Elle est organisée par la Fédération du Mali de football.

## Histoire
La saison 2020-2021 est tronquée en raison de la pandémie de Covid-19 ; la Fédération décide d'annuler la deuxième phase du championnat et de faire s'affronter les deux premiers de chaque poule. L'AS Mandé s'impose face aux Super Lionnes sur une finale aller-retour (1-1, 1-0).

## Palmarès
| Saison    | Champion                                                    | Vice-champion                                               |
| --------- | ----------------------------------------------------------- | ----------------------------------------------------------- |
| 2016-2017 | AS Mandé                                                    | AS Real Bamako                                              |
| 2019-2020 | Compétition abandonnée en raison de la pandémie de Covid-19 | Compétition abandonnée en raison de la pandémie de Covid-19 |
| 2020-2021 | AS Mandé                                                    | Super Lionnes                                               |
| 2021-2022 | AS Mandé                                                    | Super Lionnes                                               |
| 2022-2023 | AS Mandé                                                    |                                                             |
| 2023-2024 | AS Mandé                                                    | Amazones de la C5                                           |
| 2024-2025 | USFAS                                                       | AS Mandé                                                    |